# Microlagenaria africana
Microlagenaria africana là một loài thực vật có hoa trong họ Cucurbitaceae. Loài này được (C. Jeffrey) A.M. Lu & J.Q. Li mô tả khoa học đầu tiên năm 1993.